# 塔拉西夫卡 (斯卡多夫斯克區)
46°8′41″N 33°6′57″E / 46.14472°N 33.11583°E
塔拉西夫卡（烏克蘭語：Тарасівка），亦译为塔拉索夫卡，是位於烏克蘭南部的村莊，由赫爾松州斯卡多夫斯克區的斯卡多夫斯克市鎮負責管轄。該村始建於1921年，面積1.9平方公里，海拔高度9米，2001年人口1,114，人口密度每平方公里586.9人。